# Massacro di Mỹ Lai
Il massacro di Mỹ Lai, conosciuto anche come massacro di Sơn Mỹ, fu un massacro di civili inermi che avvenne durante la guerra del Vietnam, quando i soldati statunitensi della 23ª Divisione di Fanteria dell'esercito statunitense, agli ordini del tenente William Calley, uccisero 504 civili inermi e disarmati, principalmente anziani, bambini e neonati.
Seymour Hersh pubblicò un libro dopo i suoi colloqui con il soldato Ron Ridenhour.

## L'avvenimento
Il massacro avvenne il 16 marzo 1968 a Mỹ Lai, una delle quattro frazioni raggruppate nei pressi del villaggio di Sơn Mỹ, sito nella provincia di Quang Ngai e a circa 840 chilometri a nord di Saigon. I soldati si abbandonarono anche alla tortura e allo stupro degli abitanti. Come fu poi riferito da un tenente dell'esercito sudvietnamita ai suoi superiori, fu la vendetta per uno scontro a fuoco con truppe Viet Cong che si erano mischiate ai civili.
Il massacro fu fermato dall'equipaggio di un elicottero statunitense in ricognizione, che atterrò frapponendosi tra i soldati americani e i superstiti vietnamiti. Il pilota e warrant officer Hugh Thompson Jr., affrontò i capi delle truppe americane e disse che avrebbe aperto il fuoco su di loro se non si fossero fermati.
Mentre due membri dell'equipaggio dell'elicottero - Lawrence Colburn e Glenn Andreotta - puntavano le loro armi pesanti contro i soldati che avevano preso parte alle atrocità, Thompson diresse l'evacuazione del villaggio. I membri dell'equipaggio furono accreditati di aver salvato almeno 11 vite. Trent'anni dopo, i tre furono premiati con la Soldiers Medal, l'onorificenza più alta dell'esercito statunitense per atti di coraggio che non coinvolgano il nemico.

## Le indagini e le inchieste giornalistiche
L'indagine iniziale su Mỹ Lai fu svolta dal comandante dell'11ª Brigata, Col. Oran Henderson, su ordine dell'assistente comandante della Divisione Americal, BG Young. Sei mesi dopo, un giovane soldato dell'11ª (la Brigata Macellai) di nome Tom Glen, scrisse una lettera accusando la Divisione Americal (e altre intere unità dell'esercito statunitense, non singoli individui) di ordinaria brutalità nei confronti dei civili vietnamiti; la lettera era dettagliata, le accuse terrificanti, e il suo contenuto riecheggiava lamentele ricevute da altri soldati.
Colin Powell, all'epoca giovane Maggiore dell'Esercito, fu incaricato delle investigazioni sul massacro. Ma alla fine Powell scrisse: "A diretta refutazione di quanto ritratto, c'è il fatto che le relazioni tra soldati americani e popolazione vietnamita sono eccellenti". In seguito la confutazione di Powell sarebbe stata definita un atto di "white-washing" (candeggiatura) delle notizie del massacro, e la questione avrebbe continuato a restare nascosta.
 Nonostante queste gravi responsabilità omissive, Colin Powell diventerà, anni dopo, Consigliere per la Sicurezza Nazionale, e successivamente Segretario di Stato degli Stati Uniti.
Un giornalista investigativo indipendente, Seymour Hersh, scoprì la storia di Mỹ Lai il 12 novembre 1969. Importanti testate come Life e Look rifiutarono però di pubblicare i risultati della sua inchiesta, che divennero di pubblico dominio solo quando Hersh riuscì a scrivere un articolo per la Associated Press, col quale metteva in dubbio il numero reale dei morti e svelava l'accusa mossa dal tribunale militare nei confronti del sottotenente Calley di avere ucciso più di cento vietnamiti. Il 20 novembre il quotidiano di Cleveland The Plain Dealer pubblicò fotografie esplicite dei cadaveri delle persone uccise a Mỹ Lai e la storia fu ripubblicata su diverse testate come Time, Life e Newsweek. Il massacro di Mỹ Lai sarebbe passato sottaciuto se non fosse stato per un altro soldato che, indipendentemente da Glen, inviò una lettera al suo rappresentante al Congresso.

## Le condanne
Ron Ridenhour apprese del racconto degli eventi di Mỹ Lai parlando con alcuni membri della compagnia Charlie. Egli si appellò allora al Congresso, alla Casa Bianca e al Pentagono e ottenne che il tenente William Calley fosse incriminato per omicidio nel settembre 1969, ma ci vollero altri due mesi prima che il pubblico americano apprendesse del massacro. Il 17 marzo 1970 l'esercito statunitense accusò 14 ufficiali di aver tenuto nascoste informazioni legate al massacro. Calley sostenne che stava eseguendo gli ordini del suo capitano, Ernest Medina. Medina negò di aver dato quegli ordini e fu assolto.
Nel 1971 il tenente William Calley fu dichiarato colpevole di omicidio premeditato per aver ordinato di sparare e fu condannato all'ergastolo, ma il giorno dopo la sua condanna Calley ricevette un atto di indulgenza da parte del Presidente Richard Nixon, che ordinò di trasferirlo dalla prigione agli arresti domiciliari. Calley scontò 3 anni e mezzo di arresti domiciliari a Fort Benning, in Georgia, dopodiché fu dichiarato libero da un giudice federale.

## Galleria d'immagini

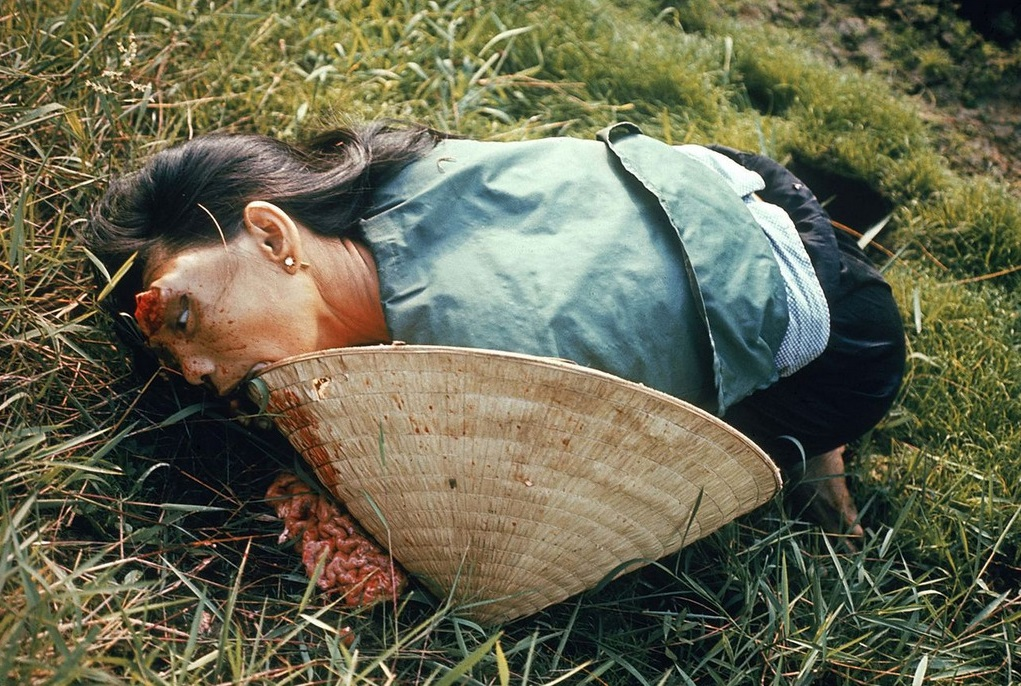
Vittima vietnamita Nguyễn Thị Tẩu.
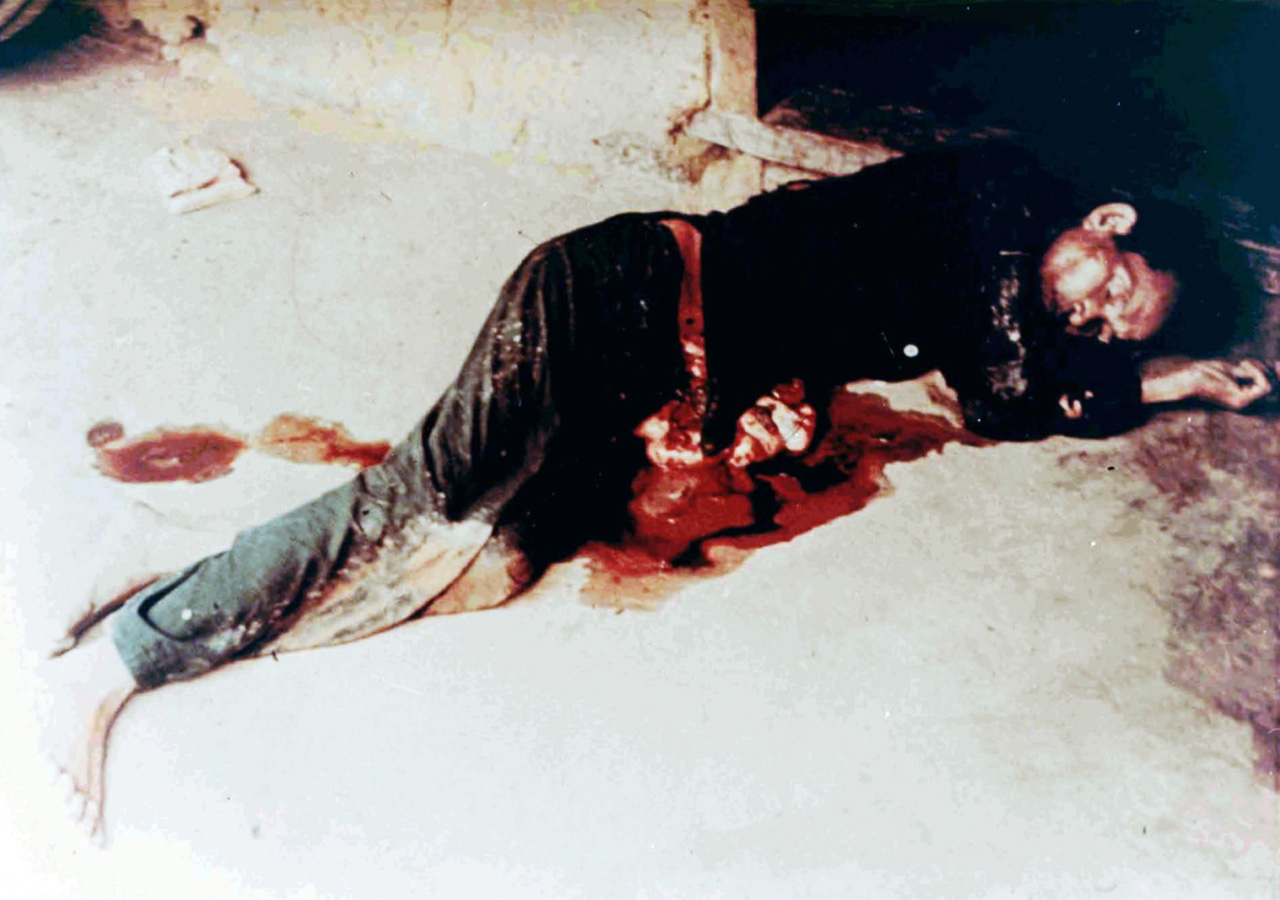
Vittima vietnamita, uomo, non identificato.
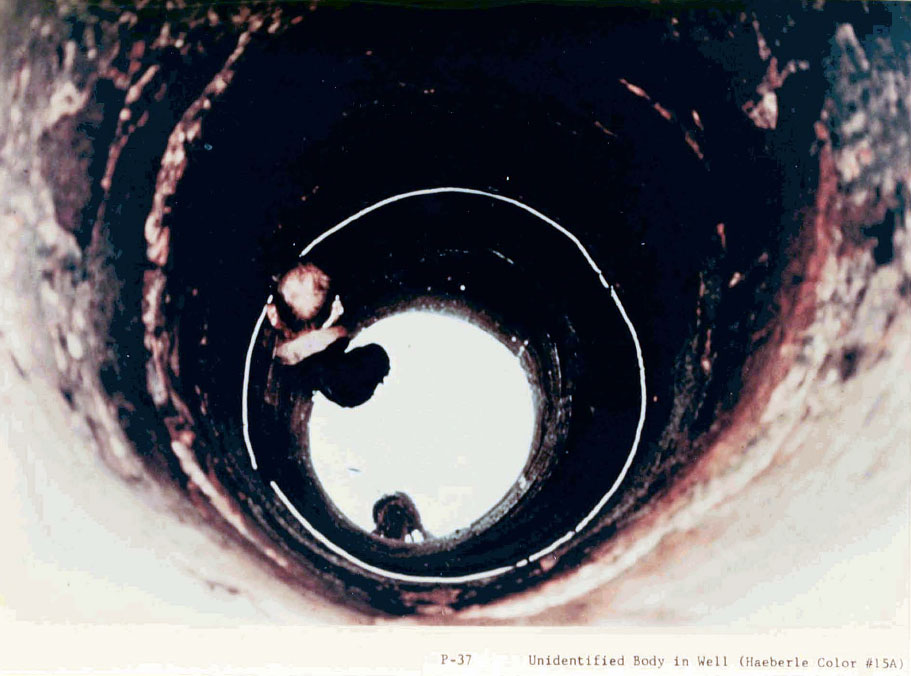
Cadavere non identificato gettato in un pozzo
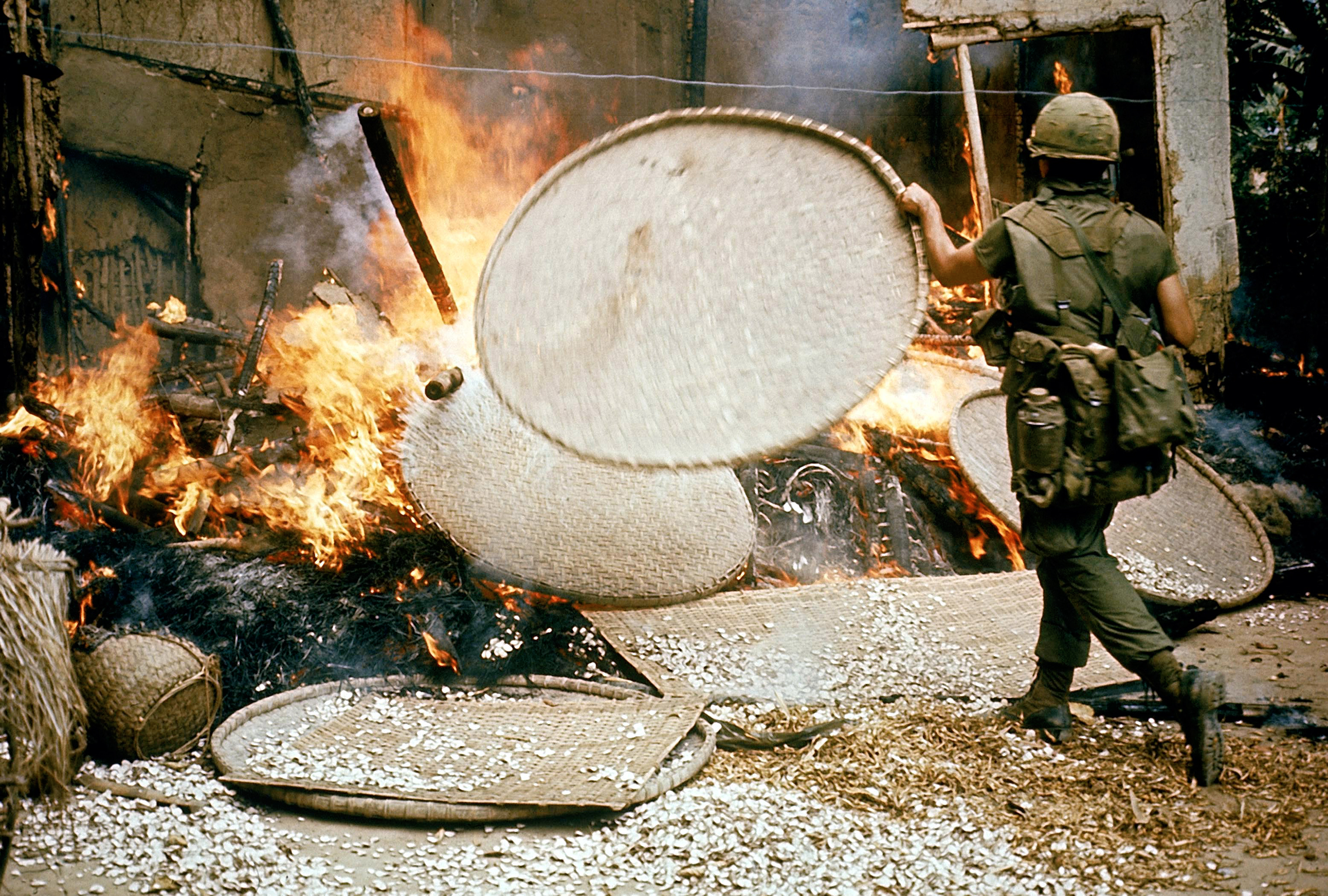
SP5 Capezza dà fuoco ad una abitazione.
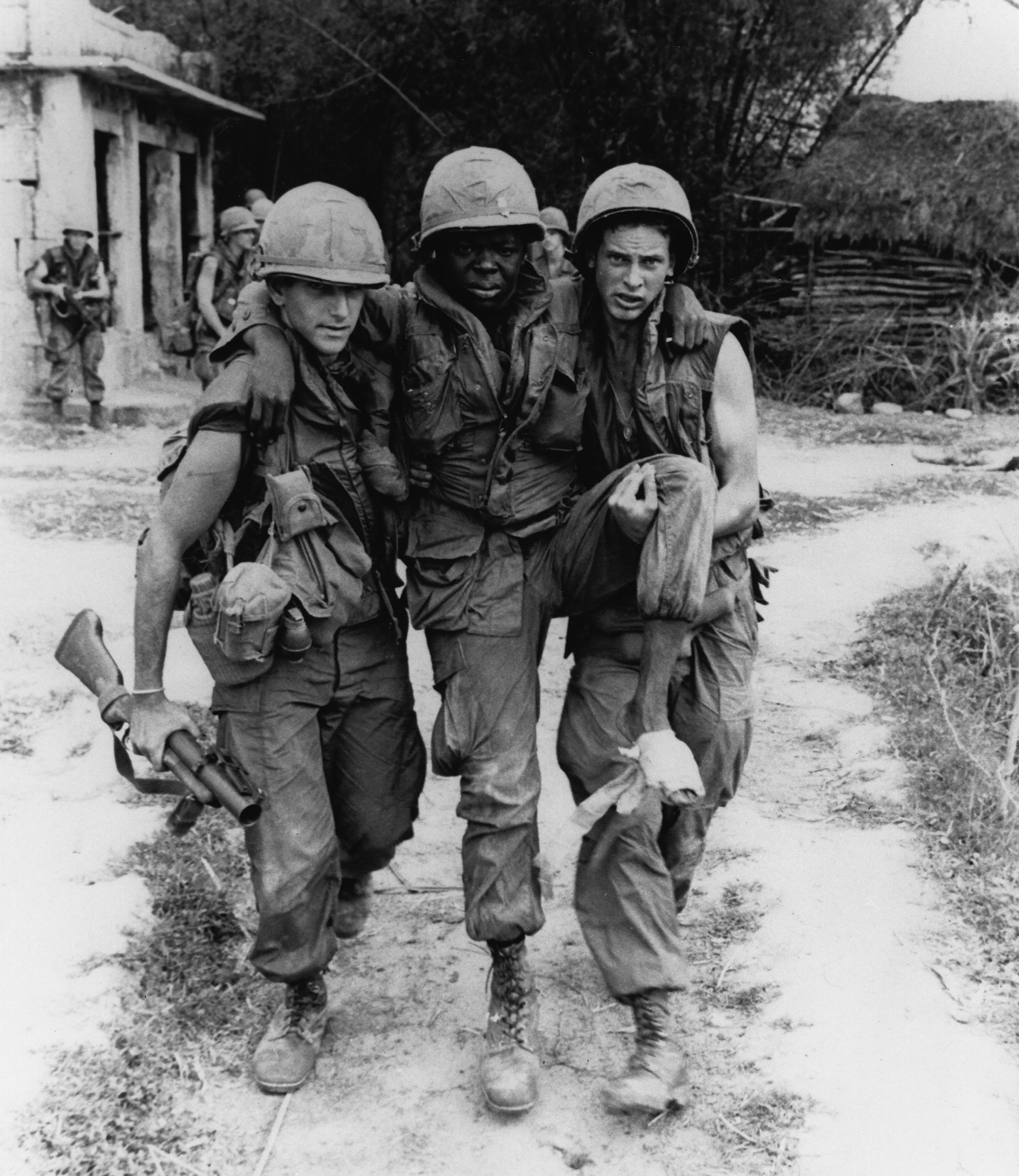
PFC Mauro, PFC Carter, e SP4 Widmer (Carter si è ferito ad un piede con una pistola. 45 durante il massacro di Mỹ Lai).
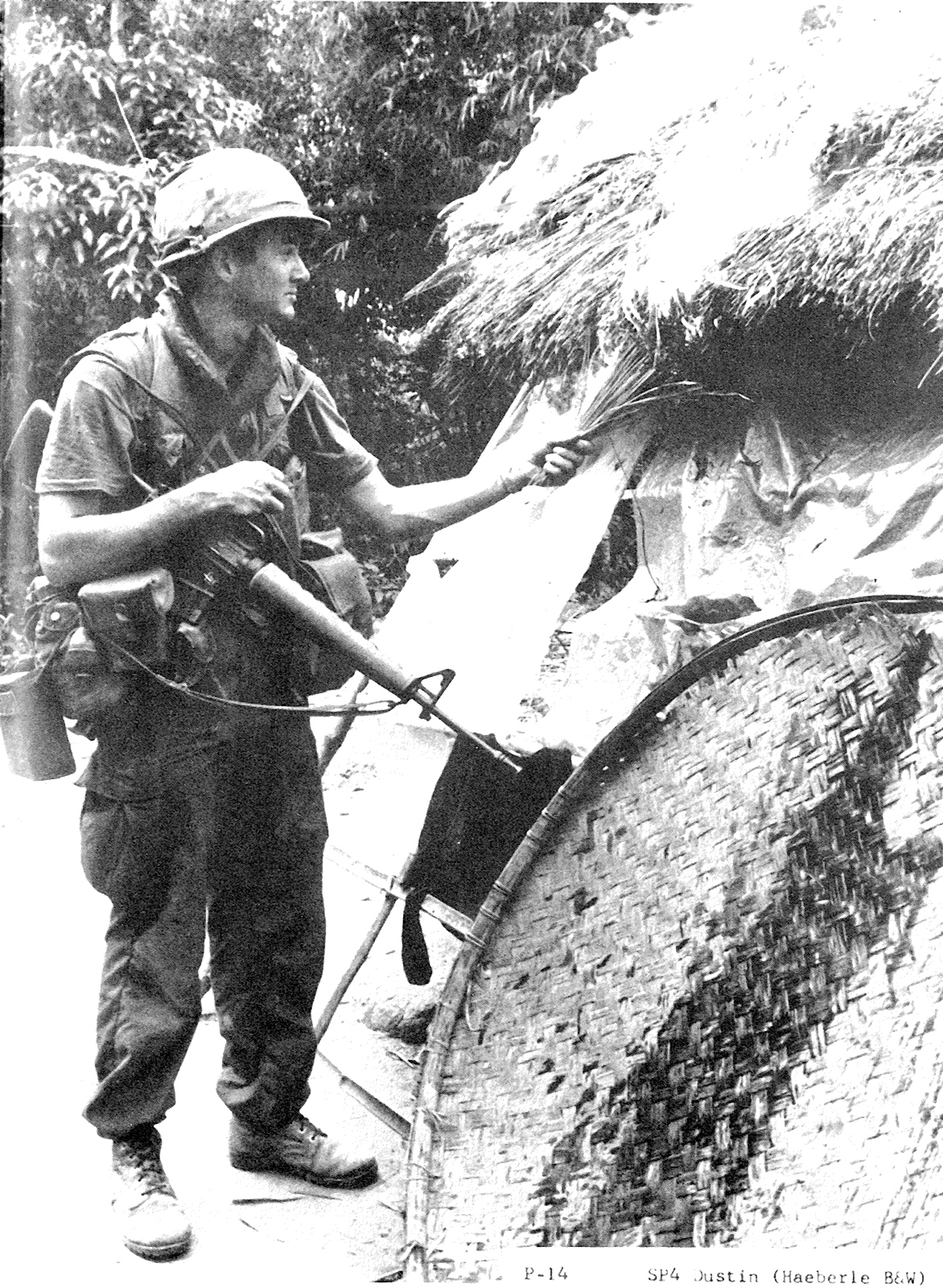
SP4 Dustin dà fuoco ad una abitazione.
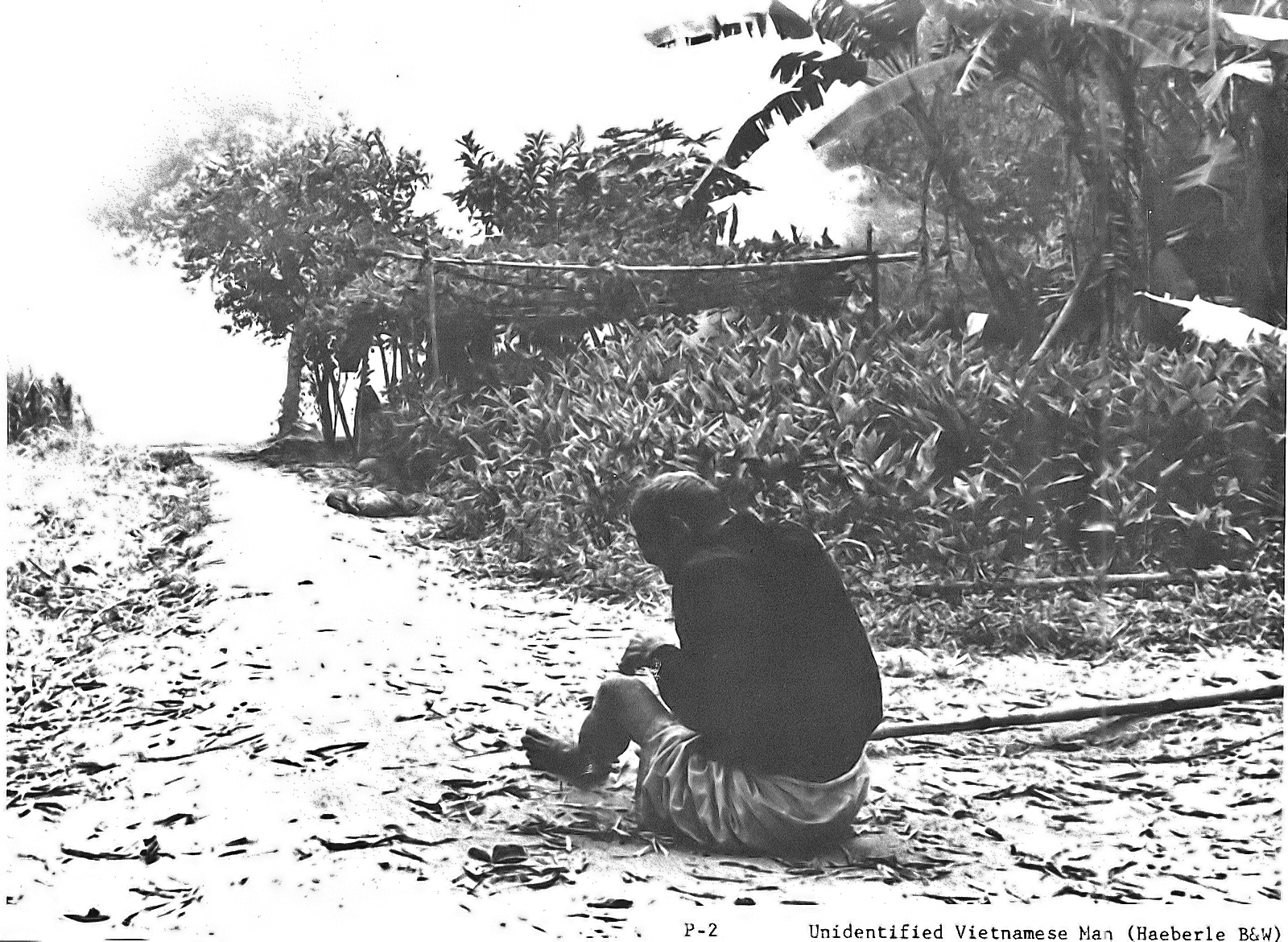
Vietnamita non identificato.

## Riferimenti nella cinematografia
Nel dicembre 2010 fu distribuito My Lai Four di Paolo Bertola, liberamente tratto dal libro sul rapporto della strage di Mỹ Lai, scritto dal Premio Pulitzer Seymour Hersh.
Nel 2010 Oliver Stone annunciò una produzione di circa 40 milioni di dollari per il film Pinkville, nome in codice dell'operazione militare, ma non se ne fece niente, forse a causa dell'insuccesso del film di Paolo Bertola. 
Lo stesso Stone aveva, in parte, già trattato l'argomento nel suo capolavoro del 1986 Platoon, in cui i soldati guidati dal sergente Barnes aggrediscono e minacciano gli abitanti di un villaggio innominato, prima di essere interrotti dall’arrivo del sergente Elias, che si scaglia su Barnes; questo fatto, non analogo alla strage da cui prende ispirazione (a differenza di quest’ultima, gli abitanti nel film possedevano delle munizioni e non ne vengono uccisi molti), provoca una vera e propria scissione tra i membri del plotone.
Si fa riferimento al massacro di Mỹ Lai anche nel film del 1992 Codice d'onore con Tom Cruise e in Tigerland, film del 2000 diretto da Joel Schumacher.